# Aloe ortholopha
Aloe ortholopha là một loài thực vật có hoa trong họ Măng tây. Loài này được Christian & Milne-Red. mô tả khoa học đầu tiên năm 1933.